# Брамсен, Трине
Трине Брамсен (дат. Trine Bramsen; род. 26 марта 1981, Свеннборг) — датский политический и государственный деятель. Член Социал-демократической партии. Депутат фолькетинга (парламента) с 2011 года  от избирательного округа Большой Фюн. В прошлом — министр транспорта и гендерного равенства Дании (2022), министр обороны (2019—2022).

## Биография
Родилась 26 марта 1981 года в Свеннборге в семье учителей начальной школы Бо Стеффена Мадсена (Bo Steffen Madsen) и Лене Брамсен Мадсен (Lene Bramsen Madsen).
В 2001 году поступила в Университет Роскилле. В 2007 году получила степень магистра социальных наук.
В 1995—2004 годах работала в сети супермаркетов Føtex. В 2004—2007 годах работала в Frit Forum — студенческой организации Социал-демократической партии. В 2005—2007 годах была ассистентом на рынке труда молодёжного крыла Социал-демократической партии. В 2006—2007 годах работала научным ассистентом в Копенгагенском университете. В 2007—2011 годах работала консультантом в аудиторской компании «Делойт».
В 2008—2014 годах была членом правления Датского совета женщин от Социал-демократической партии.
На парламентских выборах 15 сентября 2011 года избрана депутатом фолькетинга от избирательного округа Большой Фюн. Переизбрана в 2015 году и 5 июня 2019 года.
27 июня 2019 года получила портфель министра обороны в первом кабинете Метте Фредериксен, была самой молодой женщиной-министром обороны среди действующих глав ведомства. Подвергалась критике в связи с рядом скандалов, последним из которых стал арест бывшего начальника Службы военной разведки Дании Ларса Финдсена за утечку сверхсекретной информации.
В ходе перестановок в правительстве Фредериксен 4 февраля 2022 года назначена министром транспорта и гендерного равенства Дании. Исполняла обязанности до 15 декабря 2022 года, когда был сформирован второй кабинет Фредериксен.
Соавтор книги Business process management - fokus på styring af processer, опубликованной в 2009 году.

## Политический портрет
Во время пребывания Трине Брамсен на посту представителя социал-демократов в правлении Датского совета женщин, социал-демократическая партия предложила насильно удалять детей из семей, где отец или старший брат состоят в какой-либо банде; проголосовала за рассмотрение дел несовершеннолетних правонарушителей для детей в возрасте до десяти лет, что, по мнению критиков, выглядит как реальное снижение преступного возраста; способствовала ужесточению закона о попрошайничестве — иностранные бездомные могут быть отправлены в тюрьму. Эти шаги многих заставили полагать, что Брамсен имеет четкую цель: никогда не казаться слабее, чем Датская народная партия, и работать с преступностью так же жёстко, как министр юстиции.
Коллеги Брамсен из других парламентских партий согласны, что она стала лицом нового социал-демократического направления в этой области. Представитель либерально-консервативной датской партии «Венстре» Пребен Банг Хенриксен отметил: «Вероятно, благодаря Трине, судебная политика социал-демократии стала иной». Также они говорят, что она усердна и трудолюбива сверх обычного.
Брамсен не согласна, что действует слишком жёстко, и полагает, что штрафовать, наказывать и воспитывать людей — это лучше, чем помещать их в тюрьму. Трине редко даёт интервью, не желая допускать журналистов в свой дом, а также из-за того, что СМИ часто рисуют её образ в негативных оттенках. «Я часто вижу, как СМИ представляют меня как злого и отвратительного человека», — говорит она. Свою роль политика Брамсен видит в том, чтобы решать социальные проблемы и помогать людям, которые в этом нуждаются.
На посту министра обороны страны она указала, что в Департаменте имущества Министерства обороны плохо налажен контроль, «и это, конечно, должно быть исправлено».

## Награды
- Командор ордена Данеброг (2 декабря 2024 года)[7]